# 3Racha
3RACHA (en hangul, 쓰리라차) es un trío de hip-hop surcoreano bajo JYP Entertainment. Está formado por los miembros Bang Chan (CB97), Changbin (SPEARB) y Han (J.ONE), quienes a su vez son miembros del grupo de K-pop, Stray Kids, donde actúan como el equipo principal de compositores,letristas y raperos del grupo.

## Historia

### 2017: Mixtapes y JYP Entertainment
3racha se formó a finales de 2016 en Seúl, Corea del Sur. El 18 de enero de 2017, lanzaron su primer mixtape, J:/2017/mixtape, en SoundCloud, compuesta por un total de siete canciones. Inmediatamente recibieron elogios de los oyentes por su capacidad para escribir y producir su propia música a nivel profesional. Antes del lanzamiento de su primer EP, 3Days, fueron anunciados como parte de un programa de supervivencia de JYP Entertainment bajo el nombre de Stray Kids. Durante el programa, 3racha lanzó varios sencillos individuales y el 20 de diciembre, un día después del final, lanzaron un EP titulado Horizon, que era una compilación de todas las canciones que habían lanzado anteriormente.

### 2018:Start Liney debut en Stray Kids
En enero de 2018, 3racha lanzó un sencillo llamado «Start Line» para conmemorar su primer año como grupo. El EP de predebut de Stray Kids, llamado Mixtape también fue lanzado con las composiciones de las canciones hechas en el show de supervivencia de Stray Kids, con 3racha teniendo créditos de escritura y producción a lo largo del lanzamiento. El 25 de marzo de 2018, 3racha debutaron oficialmente como miembros de Stray Kids con el lanzamiento del EP, I Am Not y con el sencillo «District 9». Los tres miembros de 3racha participaron de la composición y producción del álbum.
Stray Kids lanzó dos álbumes más en 2018, titulados I Am Who y I Am You, en los que 3racha tiene créditos de composición y producción en todas las canciones.
En la actualidad, esta subunidad es la encargada de la producción de las canciones de Stray Kids, grupo de K-pop totalmente autoproducido, así como de la composición de muchas canciones del referido grupo, razón por la cual, sus tres integrantes figuran dentro de los artistas con mayor producción musical y canciones registradas en la Korea Music Copyright Association (KOMCA), destacándose como los idols más jóvenes en ocupar altos puestos.

## Miembros
- CB97 (Bang Chan); (en hangul, 방찬)
- SPEARB (Seo Chang-bin); (en hangul, 서창빈)
- J.ONE (Han Ji-sung); (en hangul, 한지성)

## Discografía

### Mixtapes
| N.º | Título          | Letra  | Productor | Mezcla y masterización |
| --- | --------------- | ------ | --------- | ---------------------- |
| 1   | "Intro"         | 3RACHA | CB97      | Burning Hair           |
| 2   | "Tik Tok"       | 3RACHA | CB97      | Burning Hair           |
| 3   | "Runner's High" | 3RACHA | CB97      | Burning Hair           |
| 4   | "Don Quixote"   | 3RACHA | CB97      | Burning Hair           |
| 5   | "은석 이"       | 3RACHA | CB97      | Burning Hair           |
| 6   | "WOW"           | 3RACHA | SPEARB    | Burning Hair           |
| 7   | "NXT 2 U"       | 3RACHA | CB97      | Burning Hair           |

| N.º | Título                   | Letra  | Productor    | Mezcla y masterización |
| --- | ------------------------ | ------ | ------------ | ---------------------- |
| 1   | "쉿"                     | 3RACHA | CB97         | CB97                   |
| 2   | "작은 Dragon Three 마리" | 3RACHA | CB97         | CB97                   |
| 3   | "Peer Pressure"          | 3RACHA | CB97         | CB97                   |
| 4   | "Small Things"           | 3RACHA | CB97         | CB97                   |
| 5   | "+.-"                    | 3RACHA | CB97         | CB97                   |
| 6   | "국산 바나나"            | 3RACHA | CB97         | CB97                   |
| 7   | "힘이 돼"                | 3RACHA | J.ONE        | CB97                   |
| 8   | "IF" (solo de SPEARB)    | SPEARB | CB97, SPEARB | CB97                   |
| 9   | "I SEE" (solo de J.ONE)  | J.ONE  | CB97, J.ONE  | CB97                   |

| N.º | Título           | Letra  | Productor | Mezcla y masterización |
| --- | ---------------- | ------ | --------- | ---------------------- |
| 1   | "Matryoshka"     | 3RACHA | CB97      | CB97                   |
| 2   | "Hoodie Season"  | 3RACHA | CB97      | CB97                   |
| 3   | "P.A.C.E."       | 3RACHA | CB97      | CB97                   |
| 4   | "고장난 나침반"  | 3RACHA | CB97      | CB97                   |
| 5   | "Placebo"        | 3RACHA | CB97      | CB97                   |
| 6   | "SCENE STEALERS" | 3RACHA | CB97      | CB97                   |
| 7   | "Double Knot"    | 3RACHA | CB97      | CB97                   |
| 8   | "For You"        | 3RACHA | CB97      | CB97                   |

### Sencillos
| Título       | Letra         | Productor | Año  | Ref.   |
| ------------ | ------------- | --------- | ---- | ------ |
| "Start Line" | 3RACHA        | CB97      | 2018 | [ 12 ] |
| "ZONE"       | 3RACHA        | CB97      | 2018 | [ 13 ] |
| "Carpe Diem" | SPEARB, J.ONE | CB97      | 2020 | [ 14 ] |

### Canciones excluidas
| Título                        | Letra  | Lanzado en      | Año  | Ref.   |
| ----------------------------- | ------ | --------------- | ---- | ------ |
| "The Dreamz"                  | 3RACHA | J:/2017/mixtape | 2017 | [ 16 ] |
| "Complain"                    | 3RACHA | J:/2017/mixtape | 2017 | [ 17 ] |
| "42"                          | 3RACHA | J:/2017/mixtape | 2017 | [ 18 ] |
| "₩1,000,000"                  | 3RACHA | J:/2017/mixtape | 2017 | [ 19 ] |
| "Cloud -9"                    | 3RACHA | J:/2017/mixtape | 2017 | [ 20 ] |
| "건들지마"                    | 3RACHA | J:/2017/mixtape | 2017 | [ 21 ] |
| "Bucket List"                 | 3RACHA | J:/2017/mixtape | 2017 | [ 22 ] |
| "그림자 도 빛 이 있어야 존재" | 3RACHA | 3Days           | 2017 | [ 23 ] |
| "깨"                          | 3RACHA | 3Days           | 2017 | [ 24 ] |
| "ID:a"                        | 3RACHA | 3Days           | 2017 | [ 25 ] |
| "Subway Pt.II"                | 3RACHA | 3Days           | 2017 | [ 26 ] |
| "Cypher I"                    | 3RACHA | 3Days           | 2017 | [ 27 ] |
| "지갑 방"                     | 3RACHA | 3Days           | 2017 | [ 28 ] |
| "Alchemistry"                 | 3RACHA | 3Days           | 2017 | [ 29 ] |